# Leverbiopsi
|  | Denne artikel er oprettet af botten Steenthbot ud fra en ekstern database. Den kan derfor have sproglige fejl eller mangler. Denne skabelon kan fjernes efter kontrol af indholdet. |

Leverbiopsi er en dansk undervisningsfilm fra 1951 instrueret af Jens Henriksen.

## Handling
Demonstration af, hvorledes man med biopsi-nålen skærer ind i leveren og udtager et stykke til mikroskopisk undersøgelse.